# British Empire Games 1938/Boxen
Die 3. Boxwettkämpfe der Herren bei den British Empire Games 1938 wurden vom 5. Februar bis zum 12. Februar 1938 im australischen Sydney ausgetragen. Insgesamt wurden 24 Medaillen in acht Gewichtsklassen vergeben.

## Medaillengewinner
| Klasse                        | Gold                             | Silber                    | Bronze                       |
| ----------------------------- | -------------------------------- | ------------------------- | ---------------------------- |
| Fliegengewicht (– 50,8 kg)    | Johnny Joubert Südafrika         | Joe Gagnon Kanada         | Hugh Cameron Schottland      |
| Bantamgewicht (– 53,5 kg)     | William Butler England           | Hendrik Knoesen Südafrika | Jack Dillon Australien       |
| Federgewicht (– 57,2 kg)      | Ceylon Barney Henricus Sri Lanka | James Watson Schottland   | Kenneth Moran Neuseeland     |
| Leichtgewicht (– 61,2 kg)     | Harry Groves England             | Harry Hurst Kanada        | William Fulton Rhodesien     |
| Weltergewicht (– 66,7 kg)     | Bill Smith Australien            | Arthur Heeney Neuseeland  | Andrew Tsirindonis Rhodesien |
| Mittelgewicht (– 72,6 kg)     | Denis Reardon Wales              | Maurice Dennis England    | Rex Carey Kanada             |
| Halbschwergewicht (– 79,4 kg) | Nick Wolmarans Südafrika         | Cecil Overell Australien  | Joseph Wilby England         |
| Schwergewicht (+ 79,4 kg)     | Thomas Osborne Kanada            | Claude Sterley Südafrika  | Leslie Harley Australien     |

## Medaillenspiegel
| Rang | Land                  | Gold | Silber | Bronze | Gesamt |
| ---- | --------------------- | ---- | ------ | ------ | ------ |
| 1    | Südafrikanische Union | 2    | 2      | 0      | 4      |
| 2    | England               | 2    | 1      | 1      | 4      |
| 3    | Kanada                | 1    | 2      | 1      | 4      |
| 4    | Australien            | 1    | 1      | 2      | 4      |
| 5    | Ceylon                | 1    | 0      | 0      | 1      |
| 5    | Wales                 | 1    | 0      | 0      | 1      |
| 7    | Schottland            | 0    | 1      | 1      | 2      |
| 7    | Neuseeland            | 0    | 1      | 1      | 2      |
| 9    | Südrhodesien          | 0    | 0      | 2      | 2      |
|      | Gesamt                | 8    | 8      | 8      | 24     |